# Oases in de Oriënt

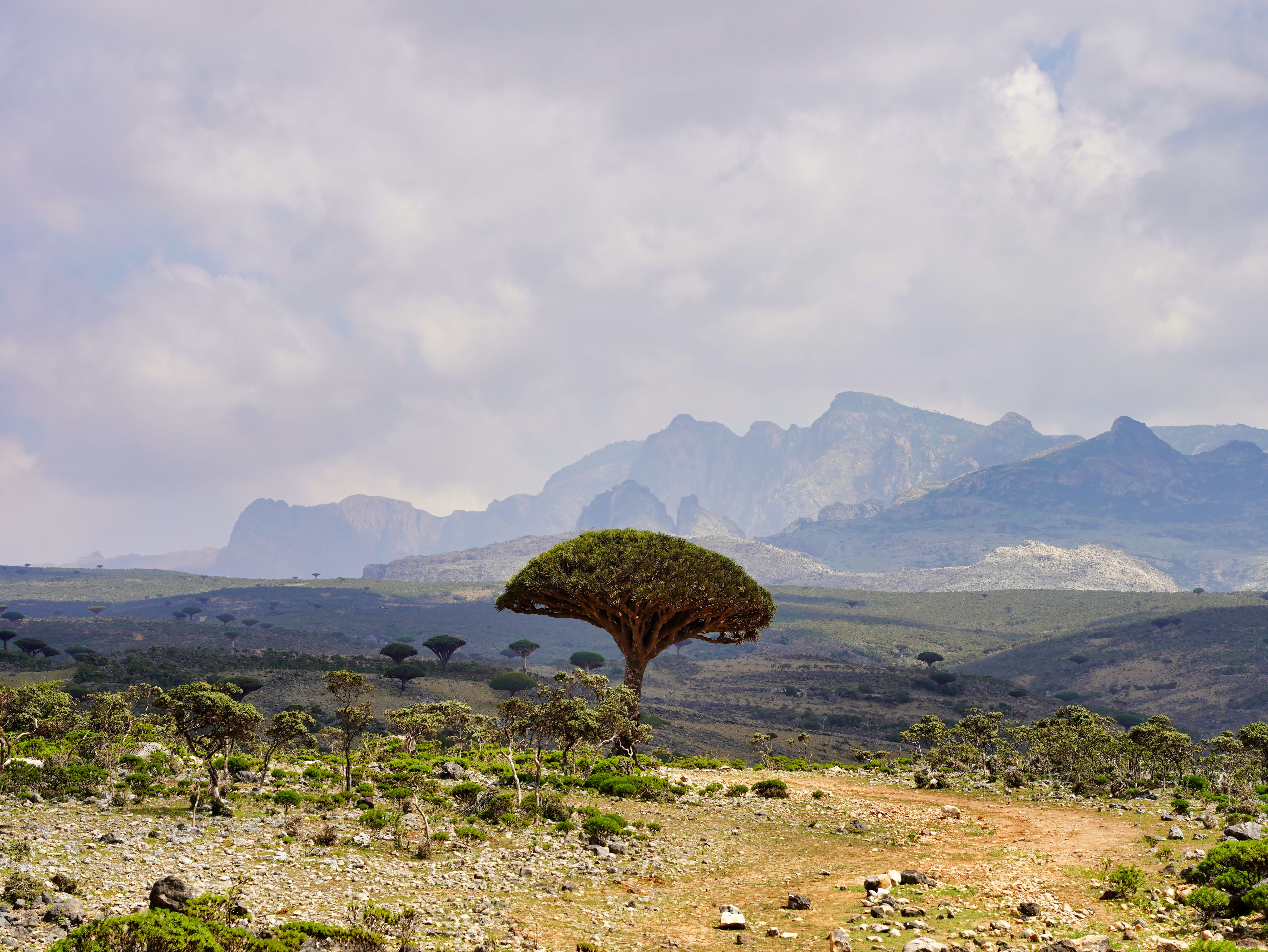
Socotra

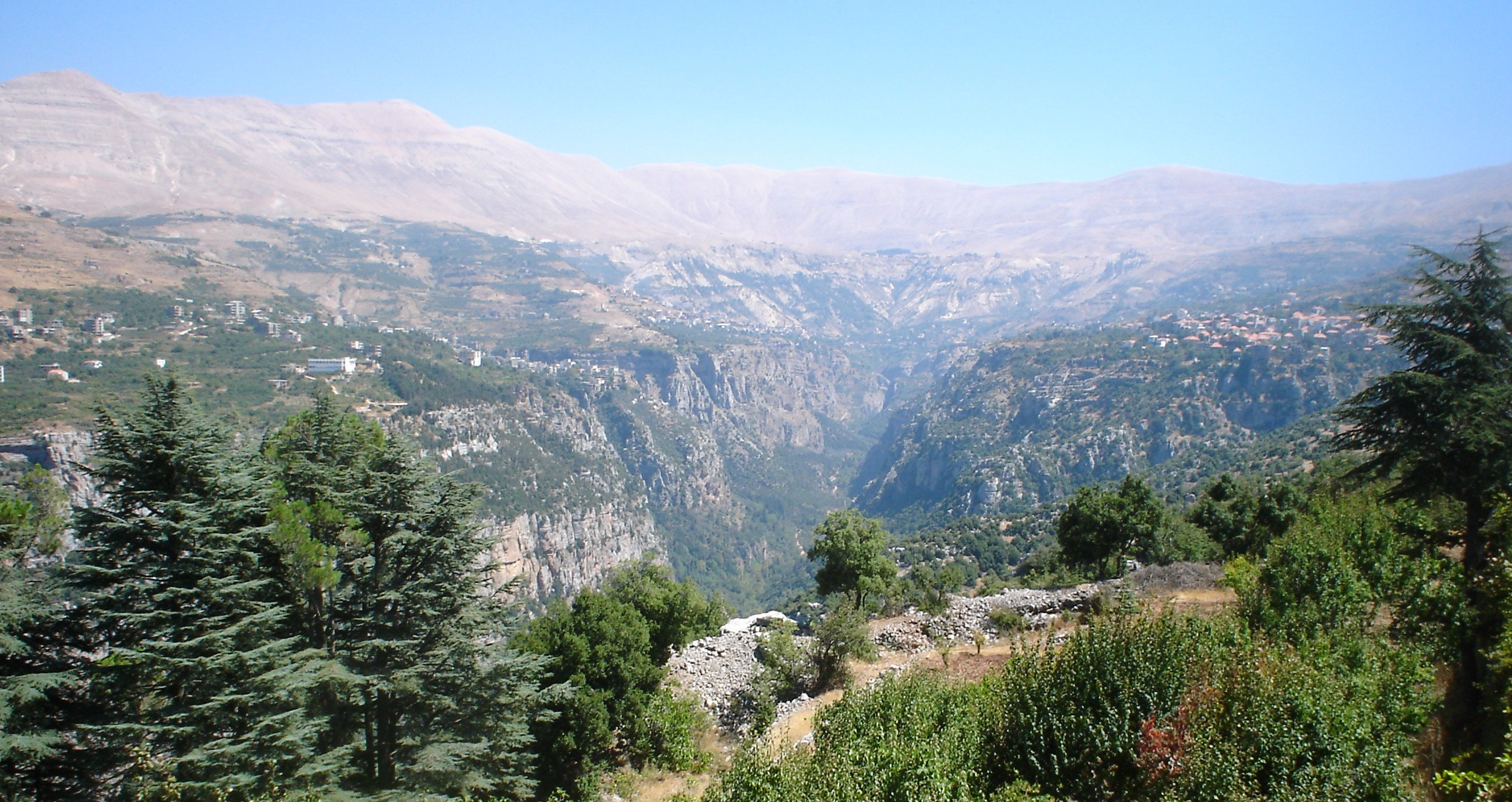
Qadisha-vallei en het Bos van de ceders van God

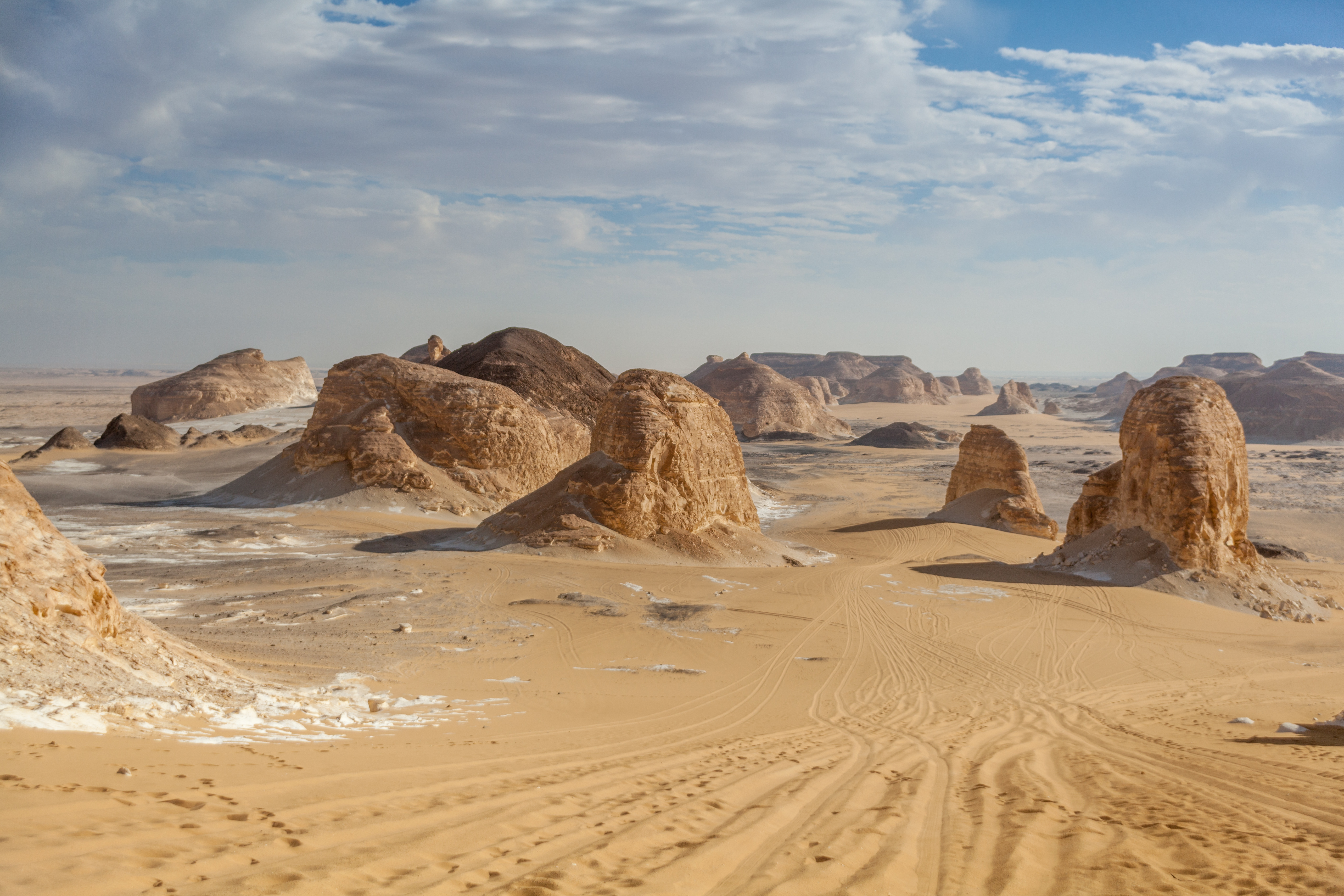
Farafra

Oases in de Oriënt, vanaf het derde seizoen kortweg Oases geheten, is een Nederlands reportageprogramma van de EO, waarin programmamaker en presentator Kefah Allush met zijn team langsgaat bij onder meer kleine gemeenschappen die zoeken naar een hoopvolle toekomst op plekken die er op het eerste oog misschien uitzichtloos uitzien.

## Seizoen 1 (2020)
| Aflevering (seizoen) | Aflevering (serie) | Locatie                      | Uitzenddatum  | Inhoud |
| -------------------- | ------------------ | ---------------------------- | ------------- | --- |
| 1                    | 1                  | Socotra, Jemen               | 15 april 2020 | Op het eiland Socotra leven honderden planten- en dierensoorten die nergens anders voorkomen en terwijl er in Jemen een burgeroorlog gaande is, proberen andere landen hun invloed op Socotra uit te breiden. |
| 2                    | 2                  | M'Hamid El Ghizlane, Marokko | 22 april 2020 | De straten en huizen in een stadje aan de rand van de Sahara worden steeds meer bedolven onder het zand. Bewoners proberen zich ondanks de aanhoudende droogte staande te houden.                             |
| 3                    | 3                  | Anjouan, Comoren             | 29 april 2020 | Het Comorese eiland Anjouan heeft tropische stranden en groene berghellingen. Ondanks dat willen veel bewoners naar zustereiland Mayotte, dat onder Frans bestuur valt.                                       |
| 4                    | 4                  | Djebel Dahar, Tunesië        | 6 mei 2020    | Ooit vormden ondergrondse grotwoningen een toevluchtsoord voor de Berberstammen van Tunesië. Door de Arabische overheersing verdween de Berbertaal en -cultuur nagenoeg uit het land.                         |
| 5                    | 5                  | Erbil, Irak                  | 13 mei 2020   | Terwijl in de rest van Irak regelmatig conflicten uitbreken tussen verschillende bevolkingsgroepen, lijkt Erbil een vredige plek waar veel Irakezen heengaan voor een ontspannen bezoekje.                    |

## Seizoen 2 (2022)
| Aflevering (seizoen) | Aflevering (serie) | Locatie            | Uitzenddatum | Inhoud |
| -------------------- | ------------------ | ------------------ | ------------ | --- |
| 1                    | 6                  | Zanzibar, Tanzania | 3 juni 2022  | Zanzibar doet tropisch aan, maar een verleden van slavenhandel en buitenlandse overheersingen werpt een schaduw over het eiland. |
| 2                    | 7                  | Terjit, Mauritanië | 10 juni 2022 | Terjit wordt door locals gezien als paradijs, maar ontving lang maar weinig toeristen. Beetje bij beetje wordt de plek meer opengesteld. |
| 3                    | 8                  | El-Fajoem, Egypte  | 17 juni 2022 | El-Fajoem diende al als vakantieoord voor farao's en is vandaag de dag nog altijd populair onder inwoners van Caïro. Boeren, vissers en pottenbakkers danken hun bestaan hier aan de aanwezigheid van water en klei. Droogte, dammen en waterconflicten bedreigen hun bestaan. |
| 4                    | 9                  | Malediven          | 24 juni 2022 | Het land is de ultieme reisbestemming van de internationale jetset, maar bewoners vechten voor het voortbestaan van hun land. Het water dat eeuwenlang voorspoed heeft gebracht, dreigt het land te gaan opslokken. Gelijktijdig groeit de invloed vanuit Saoedi-Arabië.       |
| 5                    | 10                 | Azraq, Jordanië    | 1 juli 2022  | In de stad ligt de enige bron van water in een gebied van 12.000 vierkante kilometer. Hierdoor is Azraq van oudsher een pleisterplaats voor volken uit alle windstreken, maar droogte dreigt daar een einde aan te maken.                                                      |
| 6                    | 11                 | Qadisha, Libanon   | 8 juli 2022  | Vroeger vluchtten vervolgde christenen naar Qadisha. Tegenwoordig ontsnappen Libanezen er even aan het chaotische leven in Beiroet. In de vallei staat het nationale symbool van Libanon, de cederboom, op wankelen.                                                           |

## Seizoen 3 (2024)
Seizoen 3 startte op 21 juni 2024.
| Aflevering (seizoen) | Aflevering (serie) | Locatie           | Uitzenddatum    | Inhoud |
| -------------------- | ------------------ | ----------------- | --------------- | --- |
| 1                    | 12                 | Farafra, Egypte   | 21 juni 2024    | Boeren weten al eeuwen te overleven in de Westelijke Woestijn dankzij waterputten, maar het bodemwater zit steeds dieper.                                                               |
| 2                    | 13                 | Madagaskar        | 28 juni 2024    | In het noorden wonen zowel islamitische als christelijke Antankarana, die zich allebei in hun gebeden wenden tot geesten van voorouders.                                                |
| 3                    | 14                 | Flores, Indonesië | 5 juli 2024     | Op het Indonesische eiland Flores leven christenen en moslims vredig samen. Gemengde huwelijken komen voor en katholieken helpen een moskee te bouwen.                                  |
| 4                    | 15                 | Gambia            | 12 juli 2024    | In het kleinste land van het Afrikaanse vasteland wonen zo'n vijftien verschillende stammen.                                                                                            |
| 5                    | 16                 | Djibouti          | 19 juli 2024    | De haven van Djibouti is ook belangrijk voor onder meer Ethiopië. China is actief in het land door onder meer het aanleggen van een spoorlijn en met een zoutfabriek aan het Assalmeer. |
| 6                    | 17                 | Santiago, Chili   | 2 augustus 2024 | Na de Arabische wereld, woont in Chili de grootste groep Palestijnen. |